# Tlalnelhuayocan
Tlalnelhuayocan là một đô thị thuộc bang Veracruz, México. Năm 2005, dân số của đô thị này là 13855 người.